# ロングドッグ

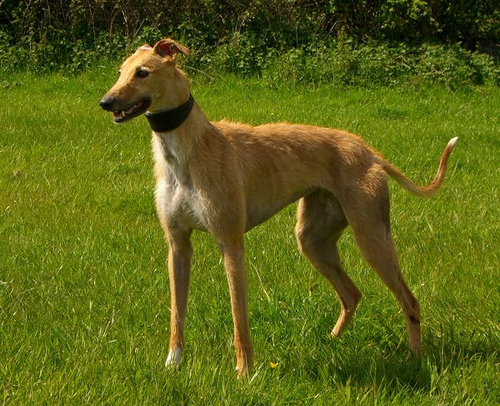

ロングドッグ（英：Longdog）とは、イギリス原産の狩猟用のミックス犬種である。一部固定化された系統のものもある。

## 概念
ロングドッグはラーチャーと対になる犬種である。ラーチャーは3分の2がサイトハウンドで3分の1がハーダー（羊などを追う作業犬種）の血を引いているのに対し、ロングドッグはサイトハウンド同士のかけあわせによって生まれたものである。たとえば、サルーキとグレイハウンド、アイリッシュ・ウルフハウンドとボルゾイなどの純血犬種同士を掛け合わせたものや、それらによって生まれた雑種同士をかけ合わせて生まれたものなどがロングドッグである。
主に野ウサギなどを狩る猟犬として使われているが、ドッグレースに使われる事もある。又、引退した犬や選別でもれた犬はペットとして飼われている。現在イギリスではロングドッグよりもラーチャーのほうが人気のため、影が薄くなりつつある。

## 特徴
犬種名の通り、マズル、首、脚、胴、尾が長い。大型犬サイズでそれ以外の見た目は固定されていない。多くは垂れ耳でサーベル形の垂れ尾を持っているが、例外も多い。雑種化矯正を持っていて病気に強く、寿命は11～14年ほどである。

## 参考
- 『デズモンド・モリスの犬種事典』（誠文堂新光社）デズモンド・モリス著書、福山英也、大木卓訳 誠文堂新光社、2007年